# Botanophila acudepressa
Botanophila acudepressa är en tvåvingeart som beskrevs av Fan och Ma 1984. Botanophila acudepressa ingår i släktet Botanophila och familjen blomsterflugor. Inga underarter finns listade i Catalogue of Life.